# Anita Gara
Anita Gara (ur. 4 marca 1983 w Budapeszcie) – węgierska szachistka, arcymistrzyni od 2001, posiadaczka męskiego tytułu mistrza międzynarodowego od 2009 roku.

## Kariera szachowa
W latach 1993–1999 wielokrotnie reprezentowała Węgry na mistrzostwach świata i Europy juniorek w różnych kategoriach wiekowych, największy sukces odnosząc w 1995 r. w São Lourenço, gdzie zdobyła tytuł wicemistrzyni świata do 12 lat. W 2000 i 2001 r. dwukrotnie zdobyła tytuł drużynowej wicemistrzyni Europy w kategorii do 18 lat.
Pod koniec lat 90. awansowała do ścisłej czołówki węgierskich szachistek. W 2000 i 2001 r. dwukrotnie zdobyła złote medale indywidualnych mistrzostw kraju, poza tym w 2004 r. w finałowym turnieju zajęła III m. (za Szidonia Vajdą i Nikolettą Lakos). Pomiędzy 2000 a 2006 r. czterokrotnie uczestniczyła w szachowych olimpiadach, za każdym razem zajmując wspólnie z drużyną miejsca w pierwszej dziesiątce. W latach 1997–2007 była również czterokrotną reprezentantką Węgier na drużynowych mistrzostwach Europy, w rozgrywkach tych zdobywając dwa medale: srebrny (2003, wspólnie z drużyną) oraz brązowy (2005, za indywidualny wynik na IV szachownicy).
Do jej sukcesów w turniejach międzynarodowych należą m.in. II m. w turnieju First Saturday w Budapeszcie w 1998 r. (edycja FS04 IM, za Imre Herą) oraz I m. w tym turnieju w 2003 r. (edycja FS04 IM-B), jak również samodzielne zwycięstwo w arcymistrzowskim turnieju Gold Cup w Szombathely w 2004 r. (przed m.in. Ildiko Madl i Anną Muzyczuk). W 2008 r., w kolejnym turnieju First Saturday (edycja FS02 IM-A) podzieliła II miejsce.
Najwyższy ranking w dotychczasowej karierze osiągnęła 1 stycznia 2005 r., z wynikiem 2405 punktów zajmowała wówczas 51. miejsce na światowej liście FIDE, jednocześnie zajmując 1. miejsce wśród węgierskich szachistek.